# Elektromagnetski vibrator
Elektromagnetski vibrator pričvršćuje se na žlijeb prenosila preko pričvrsnog okvira na kojemu je elektromagnet (to sve spada u korisnu masu). Kotva magneta s mogućim dodatnim utezima predstavlja protumasu (slobodnu stranu) koja je preko prednapregnutih tlačnih opruga (akumulacijskih opruga) povezana s korisnom masom. S obzirom na žlijeb podržavan oprugama i ugrađene akumulacijske opruge u elektromagnetski vibrator tu se radi o sustavu dviju masa, ali s veoma malenom protumasom. Nedostatak je takvih pogonskih mehanizama što imaju veoma male amplitude žlijeba (od 0,05 do 2 mm), a pri kolebanju električnog napona u električnoj mreži dobava je nejednolika. Budući da magnetska sila oscilira s dvostrukom frekvencijom mreže, to će prenosilo priključeno na mrežu frekvencije 50 Hz raditi sa 6 000 kolebanja u minuti. Uključivanjem električnog ventila može se postići i 3 000 kolebanja u minuti. Najveći uspon, odnosno pad prenosila s elektromagnetskim pogonom iznosi od 15 do 20°, a duljine žlijeba od 0,1 do 5 m (najviše do 10 m). Brzina je kretanja materijala od 0,01 do 0,20 m/s.
Vibracijska prenosila prikladna su za sve neljepljive i za veoma abrazivne materijale. U području srednjih dobava (do oko 200 t/h) i srednjih duljina prijenosa (do oko 50 m) vibracijska prenosila se sve više upotrebljavaju zbog sljedećih dobrih svojstava: neznatno se habaju (troše), gotovo ne trebaju nikakvo održavanje, pogonska snaga je malena, a mogućnost podešavanja (reguliranja) dobre. Budući da se unutrašnje stijenke žlijeba mogu zaštititi različitim presvlakama, vibracijska su prenosila prikladna i za agresivne i vruće materijale, a mogu služiti i za provođenje nekih tehnoloških operacija (prosijavanje, ohlađivanje i slično). Potrebna pogonska snaga nešto je veća nego za trakasta prenosila, ali je manja nego za pužna prenosila. Velike se dobave (do 1 000 t/h) postižu njihovom upotrebom kao dodavača smještenih na izlazu iz bunkera. Elektromagnetska vibracijska prenosila pogodna su za doziranje materijala, jer im se stalno mogu stalno podešavati amplitude i jer se nakon obustave pogona trenutno zaustavlja dobava.

## Zavojno vibracijsko prenosilo
Zavojna vibracijska prenosila upotrebljavaju se za okomito prenošenje materijala do visine od 3 do 8 metara. Za veće visine nisu prikladni. Promjer iznosi od 120 do 1 000 mm, a najveća dobava 20 t/h. Ona slobodno vibriraju oslonjena na opruge, a pokreću ih dva centrifugalna uzbudnika međusobno pomaknuta za 180°. Rjeđi je pogon pomoću elektromagnetskog vibratora, jer su tada manje i najveće visine prijenosa materijala (3 m) i najveća dobava (5 t/h). Takva se prenosila upotrebljavaju i kao uređaji za dopremu materijala strojevima.